# 修达摩报
《修达摩报》（直译：「诚信」）是印度唯一的一份梵语日报，于南印度的卡纳塔克邦迈索尔出版发行，报社成立于1970年，主要以邮寄方式发行。

## 历史
印度梵语学者卡拉莱·纳达杜尔·瓦拉达拉贾·伊延加尔（Kalale Nadadur Varadaraja Iyengar）为了提升梵语的能见度，号召更多人保留传承梵语，于1970年创办并出版了《修达摩报》，亦推动了全印广播电台以梵语播出新闻节目，因伊延加尔本人长于收集新闻资讯、获得广告赞助，并简化报纸中梵语的表达方式，《修达摩报》经营渐入正轨，在经营20年后，他交棒给儿子森帕特·库马尔及媳妇贾亚拉克什米，报社亦运营至今，2020年，印度政府还向库马尔夫妻授予了莲花士勋章，以表彰他们经营报社、普及梵文的贡献。

## 现状
《修达摩报》使用天城体梵文，也是印度唯一的一份梵文日报，其编辑部及印刷厂位于迈索尔市的罗摩钱德拉阿格拉哈拉（Ramachandra Agrahara）一带，并通过邮寄方式向订阅者派送报纸，其日发行量3,500份，年度订阅费为500印度卢比，除了印度本地的读者外，日本、斯里兰卡及德国也有梵文爱好者订阅此报，2009年，该报社还开通了线上数字报，但因网站维护费用较高，已经停止更新，报纸登载的内容分布在四页五个栏目中，涵盖了专题报道、突发新闻以及卡纳塔克邦学校的教育资讯等，而商业广告则较少。该报社还曾举办图书节，向梵文爱好者推介梵文书籍。由于广告来源稀少、缺乏官方支持，《修达摩报》的运营也颇为艰难。